# Уразалинов, Шаймерден Абильмажинович
Шаймерден Абильмажинович Уразалинов (каз. Шәймерден Әбілмәжінұлы Оразәлинов; 17 ноября 1942, Петропавловск, Северо-Казахстанская область, Казахская ССР, СССР — 30 апреля 2019) — казахстанский общественный и политический деятель. кандидат технических наук (1975).

## Биография
Родился 11 ноября 1942 года в г. Петропавловске Северо-Казахстанской области. Происходит из рода атыгай племени аргын. 
В 1965 году окончил Карагандинский политехнический институт по специальности «горный инженер».
В 1975 году защитил учёное звание кандидата технических наук, тема диссертации: «Изучение особенностей флотации углей в многокамерной флотационной машине и обоснование оптимальных схем движения угольной пульпы при флотации на ОС».

## Трудовая деятельность
С 1960 по 1965 годы — Моторист Карагандинского треста «Углеобогащение».
С 1965 по 1984 годы — Мастер, начальник смены обогатительной фабрики треста «Карагандауглеобогащение», старший научный сотрудник ПО «Карагандауголь», главный инженер горно-обогатительной фабрики «Саранская», директор обогатительной фабрики «Карагандинская».
С 1984 по 1987 годы — Председатель Октябрьского райисполкома города Караганды.
С 1987 по 1997 годы — Председатель горисполкома, председатель горсовета и горисполкома, глава администрации, аким города Караганды.
С 1997 по 1999 годы — Советник акима Карагандинской области, председатель Дисциплинарного совета при акиме Карагандинской области.
С 2007 по 2008 годы — Советник председателя правления, главный менеджер акционерного общества «ФУР „Казына“».
С 2008 года — Член совета директоров акционерного общества «Страховая компания „АСКО“».
С 11 февраля 2009 года — Председатель Казахстанской электроэнергетической ассоциации.
Скончался 30 апреля 2019 года, похоронен на Центральном кладбище Караганды.

## Выборные должности, депутатство
В 1990 году был кандидатом в депутаты 12 созыва Верховного Совета Казахской ССР.
С октябрь 1999 по ноябрь 2004 годы — Депутат Мажилиса Парламента Республики Казахстан ІІ созыва, зам. руководителя фракции партии «Отан» в Парламенте Республики Казахстан, руководитель депутатской группы «Намыс».
С сентябрь 2004 по июнь 2007 годы — Депутат Мажилиса Парламента Республики Казахстан ІІІ созыва (округ № 37), секретарь Комитета по экономической реформе и региональному развитию.
Член депутатской группы Парламента Республики Казахстан «Енбек».
Член депутатской группы Парламента Республики Казахстан «Ауыл».

## Награды и звания
- Орден «Знак Почёта» (СССР, 1981 года)
- Почётная грамота Верховного Совета Казахской ССР
- Почётный гражданин города Караганды (15 апреля 1998 года) за большой вклад в развитие города, а также угольной промышленности Карагандинского угольного бассейна и активное участие в общественной жизни.[4]
- Медаль «Астана» (1998)
- Орден Парасат (декабрь 2004 года)[5]
- Награждён личным нагрудным знаком «Алтын барыс» и Благодарственным письмом Первого Президента Республики Казахстан.
- Почётная грамота министра энергетики Республики Казахстан.
- Медаль «10 лет независимости Республики Казахстан» (2001)
- Медаль «10 лет Конституции Республики Казахстан» (2005)
- Медаль «10 лет Парламенту Республики Казахстан» (2006)
- Медаль «20 лет независимости Республики Казахстан» (дважды 2011) и др.